# Croix de Bains
La croix de Bains est une croix monumentale en fer forgé, située à Bains, en France.

## Généralités
La croix est située derrière le chevet de l'église Sainte-Foy de Bains, sur le territoire de la commune de Bains, dans le département de la Haute-Loire, en région Auvergne-Rhône-Alpes, en France.

## Historique
La croix est datée de la fin du XVIIIe siècle.
La croix est inscrite au titre des monuments historiques par arrêté du 11 juin 1930.

## Description
Posée sur un socle et piédestal carré maçonné, la croix est en fer forgé. Elle consiste en deux tiges encadrant des motifs géométriques forgés à la main : losanges terminés par des volutes et cercles,. À l'intersection du croisillon, un cœur est forgé d'où partent des rayons terminés par des fleurons. L'extrémité des branches de la croix est ornée de fleur de lys.